# Pauline Green
Pauline Green (née le 8 décembre 1948) est un membre britannique du Parlement européen.